# Jamajčanska koalicija
Jamajčanska koalicija, poznata još i kao Crno-žuto-zelena koalicija, označava politički savez konzervativne, liberalne i zelene stranke. Naziv je dobila prema bojama jamajčanske zastave, crnoj, zelenoj i žutoj. 
Izraz je izvorno nastao u Njemačkoj kako bi pogrdno opisao politički savez između svjetonazorski oprečnih Kršćansko-demokratske, Slobodne demokatske i Zelene stranke sklopljene nakon saveznih izbora 2005. godina i izbora Angele Merkel za kancelarku. Ipak, sam je izraz postojao i prije te je 1993. iskorišten kao opis poslijeizborne koalicije u nekim njemačkim saveznim državama nakon pokrajinskih izbora.
Jamajčanskom je koalicijom prozvan i savez Austrijske narodne stranke sa Zelenima i Liberalima nakon pokrajinskih izbora 2013. godine. 